# Daïra de Cheria
La daïra de Cheria est une circonscription administrative algérienne située dans la wilaya de Tébessa. Son chef-lieu est situé sur la commune éponyme de Cheria.
La daïra regroupe les deux communes de Cheria et Tlidjene.